# Anilios wiedii
Espèce
Synonymes
- Typhlops wiedii Peters, 1867
- Ramphotyphlops wiedii (Peters, 1867)
- Austrotyphlops wiedii (Peters, 1867)

Anilios wiedii est une espèce de serpents de la famille des Typhlopidae. 

## Répartition
Cette espèce est endémique d'Australie. Elle se rencontre au Victoria, en Nouvelle-Galles du Sud, au Queensland, dans le Territoire du Nord et en Australie-Occidentale.

## Description
L'holotype d'Anilios wiedii mesure 245 mm.

## Étymologie
Cette espèce est nommée en l'honneur de Maximilian zu Wied-Neuwied.

## Publication originale
- Peters, 1867 : Herpetologische Notizen. Monatsberichte der Königlichen Preussischen Akademie der Wissenschaften zu Berlin, vol. 1867, p. 13-37 (texte intégral).